# Seehof
Seehof (em francês: Elay) é uma comuna da Suíça, situada na região administrativa de Jura Bernense, no cantão de Berna. Tem 8,42 km² de área e sua população em 2018 foi estimada em 58 habitantes.